# Rocca Santa Maria
Rocca Santa Maria – miejscowość i gmina we Włoszech, w regionie Abruzja, w prowincji Teramo.
Według danych na rok 2004 gminę zamieszkiwały 693 osoby, 11,4 os./km².